# Christopher Meloni
Christopher Peter Meloni (IPA: mə'loʊni; Washington DC, 1961. április 2. –) amerikai színész. 
Legismertebb szerepei Elliot Stabler nyomozó az Esküdt ellenségek: Különleges ügyosztály című sorozatból, illetve Chris Keller az HBO Oz című sorozatából. 

## Élete és pályafutása
Washington, D.C.-ben született, Cecile (1926-2016) és Charles Robert Meloni (1927-2012) gyermekeként. Egy testvére és egy nővére van. Anyja francia-kanadai felmenőkkel rendelkezik. Meloni Matthias Farnsworth egyik felmenője. Apja olasz felmenőkkel rendelkezik..
A St. Stephen's School-ban (mai nevén St. Stephen's & St. Agnes School) tanult. Tanulmányait a University of Colorado at Boulder egyetemen folytatta; 1983-ban diplomázott történelemből. Ezután New Yorkba költözött, és a Neighborhood Playhouse School of the Theatre-ön tanult Sanford Meisnerrel együtt.
Mielőtt színész lett volna, építőmunkásként, kidobófiúként, pincérként és edzőként is tevékenykedett.
Színészi karrierjét reklámfilmekben kezdte,

## Magánélete
1995. július 1-jén kötött házasságot Doris Sherman Melonival (szül. Williams). Két gyermekük született: Sophia Eva Pietra Meloni (2001. március 23.) és Dante Amadeo Meloni (2004. január 2.).
2007-ben bekerült középiskolájának hírességek csarnokába, mivel 1978-ban tagja volt a futballcsapatnak.
2014-ben megvásárolta a The Adventures of Ozzie and Harriet című televíziós sorozat által híressé tett házat.
A PBS Finding Your Roots című műsorának egyik epizódjából kiderült, hogy Meloni Nancy Pelosi távoli rokona.

## Filmográfia

### Film
| Év     | Magyar cím                                                | Eredeti cím                               | Szerep                                     | Magyar hang            |
| ------ | --------------------------------------------------------- | ----------------------------------------- | ------------------------------------------ | ---------------------- |
| 1994   | Tiszta őrület                                             | Clean Slate                               | testőr                                     |                        |
| 1994   | Junior                                                    | Junior                                    | Mr. Lanzarotta                             |                        |
| 1995   | 12 majom                                                  | 12 Monkeys                                | Halperin hadnagy                           | Kőszegi Ákos           |
| 1995   | 12 majom                                                  | 12 Monkeys                                | Halperin hadnagy                           | Papp Dániel            |
| 1996   | Fülledtség                                                | Bound                                     | Johnnie Marzzone                           | Galbenisz Tomasz       |
| 1998   | Rekviem egy nyomozóért                                    | Brown's Requiem                           | Cavanah őrmester (stáblistán nem szerepel) |                        |
| 1998   | Félelem és reszketés Las Vegasban                         | Fear and Loathing in Las Vegas            | Sven, a Flamingo Hotel alkalmazottja       | Selmeczi Roland        |
| 1998   |                                                           | The Souler Opposite                       | Barry Singer                               |                        |
| \|1999 |                                                           | Carlo's Wake                              | Bennetto Torello                           |                        |
| \|1999 | Oltári nő                                                 | Runaway Bride                             | Bob Kelly                                  | Kautzky Armand         |
| \|1999 | Oltári nő                                                 | Runaway Bride                             | Bob Kelly                                  | Sinkovits-Vitay András |
| 2001   | Gyagyák a gatyában, avagy tudom, kit fűztél tavaly nyáron | Wet Hot American Summer                   | Gene Jenkinson                             | Barabás Kiss Zoltán    |
| 2002   |                                                           | That Brief Moment (rövidfilm)             | Ken                                        |                        |
| 2004   | Kalandférgek                                              | Harold & Kumar Go to White Castle         | Freakshow                                  | Seder Gábor            |
| 2008   | Kalandférgek 2. – Öbölből vödörbe                         | Harold & Kumar Escape from Guantanamo Bay | Grand Wizard                               | Galkó Balázs           |
| 2008   | Éjjel a parton                                            | Nights in Rodanthe                        | Jack Willis                                | Rosta Sándor           |
| 2009   |                                                           | Brief Interviews with Hideous Men         | R / alany                                  |                        |
| 2009   | Víruscsapda                                               | Carriers                                  | Frank                                      | Schnell Ádám           |
| 2010   | A Zöld Lámpás: A kezdet                                   | Green Lantern: First Flight               | Hal Jordan / Zöld Lámpás (hangja)          | Hujber Ferenc          |
| 2011   |                                                           | National Lampoon's Dirty Movie            | Charlie LaRue producer                     |                        |
| 2013   |                                                           | Awful Nice                                | Jon Charbineau                             |                        |
| 2013   | Az acélember                                              | Man of Steel                              | Nathan Hardy ezredes                       | Epres Attila           |
| 2013   | A 42-es                                                   | 42                                        | Leo Durocher                               | Sarádi Zsolt           |
| 2014   |                                                           | Beef                                      | Lou                                        |                        |
| 2014   |                                                           | White Bird in a Blizzard                  | Brock Connors                              |                        |
| 2014   |                                                           | Small Time                                | Al Klein                                   |                        |
| 2014   | Végül összejöttünk                                        | They Came Together                        | Roland                                     |                        |
| 2014   | Sin City: Ölni tudnál érte                                | Sin City: A Dame to Kill For              | Mort                                       | Csankó Zoltán          |
| 2015   | A tinilány naplója                                        | The Diary of a Teenage Girl               | Pascal MacCorkill                          | Kerekes József         |
| 2016   | Bosszúra törve                                            | I Am Wrath                                | Dennis                                     | Kőszegi Ákos           |
| 2016   | Fosztogatók                                               | Marauders                                 | Jonathan Montgomery ügynök                 | Kőszegi Ákos           |
| 2016   | Majdnem barátok                                           | Almost Friends                            | Howard                                     |                        |
| 2017   | Ó, anyám!                                                 | Snatched                                  | Roger Simmons                              | Mihályfi Balázs        |
| 2024   | Képzeletbeli barátok                                      | IF                                        | Cosmo (hangja)                             | Kőszegi Ákos           |